# Raymond Poincaré

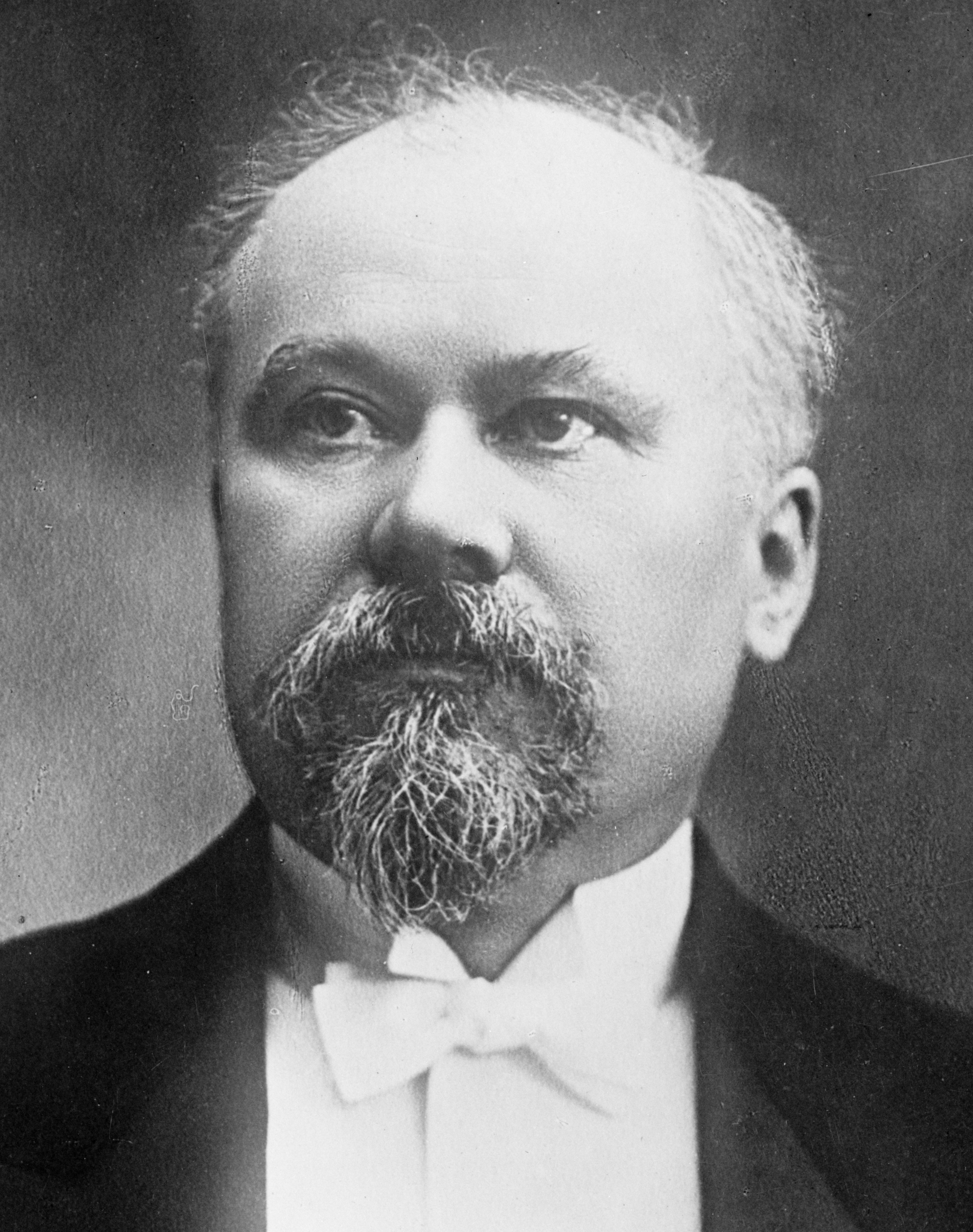
Raymond Poincaré (1914)

Raymond Poincaré (Bar-le-Duc, 20 augustus 1860 – Parijs, 15 oktober 1934) was een Franse staatsman. Hij was de president van Frankrijk ten tijde van de Eerste Wereldoorlog (1913-1920) en was premier van Frankrijk van 1912 tot 1913, van 1922 tot 1924 en van 1926 tot 1929. In de tussenliggende jaren bekleedde hij meestal ministersposten. 

## Leven en carrière
Poincaré was de zoon van een ingenieur die afkomstig was uit Nancy en werkte voor het departement Bruggen en Wegen. Hij was een neef van de wiskundige Henri Poincaré. Hij liep school aan het Lycée Louis-le-Grand en rondde daarna een rechtenstudie af. Hij schreef zich in als advocaat aan de balie van Parijs (1880) en behaalde ook een doctoraat in de rechten (1883). 
Op 27-jarige leeftijd werd hij raadslid van het departement Meuse. Hij werd verkozen in de Chambre des Députés (1887-1903) en vervolgens in de Senaat (1903-1913), telkens voor het departement Meuse. Als parlementslid legde hij zich toe op financiële dossiers en maakte naam dankzij zijn rol in de parlementscommissie die het financiële schandaal rond het Panamakanaal onderzocht. In 1892 werd hij voor het eerst minister, op het departement Openbaar Onderwijs. Het jaar erop werd hij minister van Financiën. Dit was hij opnieuw in 1895-1896. In de volgende jaren kwam hij politiek wat op het achterplan en legde hij zich meer toe op zijn advocatenpraktijk. Poincaré was een begenadigd spreker en pleiter. In het kabinet-Sarrien (1906) was hij wel nog minister van Financiën.  
Poincaré voerde oppositie tegen de plannen van het kabinet-Caillaux in verband met de inkomstenbelasting. Na de val van dit kabinet in januari 1912 werd hij door president Armand Fallières gevraagd om een nieuwe regering te vormen. Hij was ook minister van Buitenlandse Zaken in dit kabinet. Poincaré had intussen zijn zinnen gezet op het presidentschap en werd de nieuwe Franse president in januari 1913. Hij ondernam staatsbezoeken aan bondgenoten Groot-Brittannië en Rusland in aanloop naar de oorlog. Als staatshoofd tijdens de Eerste Wereldoorlog riep hij op tot eendracht over de partijgrenzen heen, de Union Sacrée. Bij het einde van zijn presidentschap in 1920 had hij een groot prestige opgebouwd. 
Dankzij dit prestige slaagde Poincaré erin de volgende tien jaar een vooraanstaande rol te spelen in de Franse politiek. Hij werd herverkozen in de Senaat en van daaruit leverde hij kritiek op het Verdrag van Versailles en op de politiek van premier Aristide Briand ten aanzien van Duitsland, die in zijn ogen te verzoenend was. Hij was premier (Président du Conseil) van vijf kabinetten in de periodes 1922-1924 en 1926-1929. In 1928 voerde hij een reddingsoperatie door voor de Franse frank, nadat het financiële milieu het vertrouwen in de munt had verloren. Door een sterke devaluatie (de zogenaamde franc Poincaré was maar een vijfde waard van de munt in 1914) wist hij de staatsschuld te herleiden en de export aan te trekken.  
Om gezondheidsredenen trok Poincaré zich in 1929 terug uit de actieve politiek al bleef hij wel zetelen in de Senaat (1920-1934). Hij overleed in 1934 op 74-jarige leeftijd.

## Standpunten

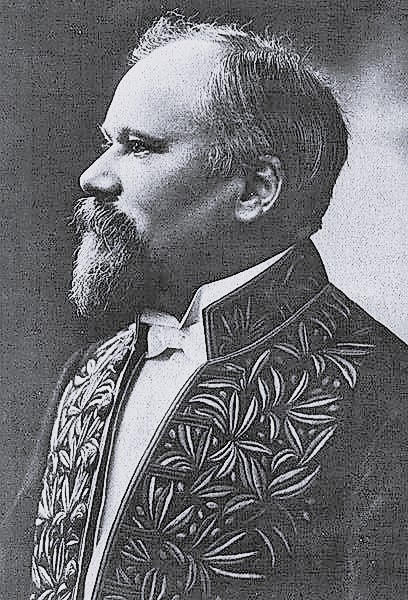
Raymond Poincaré als lid van de Académie française

Tijdens woelige jaren van de Derde Franse Republiek, waarin onder andere de Dreyfusaffaire speelde, toonde Poincaré zich een consensusfiguur die uitgesproken standpunten schuwde. Hij was een republikein die de scheiding tussen kerk en staat verdedigde. Maar door zijn patriotisme lag hij goed bij de rechterzijde. 
Het beeld van het Pruisische leger dat in 1870 Bar-le-Duc binnenmarcheerde heeft de jonge Poincaré sterk getekend. Het maakte hem een patriot die streed voor de herovering van Lotharingen en de Elzas. Het tekende ook zijn revanchisme na de oorlog. Als premier gaf Poincaré in 1923 opdracht aan het leger om het Ruhrgebied te bezetten, toen de Duitse kanselier Gustav Stresemann had aangekondigd dat zijn regering de herstelbetalingen niet meer kon voldoen. De Franse bezetting werd in 1925 opgeheven door Poincaré's opvolger en politieke tegenvoeter Aristide Briand. Maar ook in zijn volgende termijn van 1926 tot 1929 bleef Poincaré zich onverzoenlijk opstellen tegenover de Duitsers. Volgens zijn critici heeft hij zodoende bijgedragen aan de ondergang van de Republiek van Weimar .

## Académie française
In 1909 werd Poincaré verkozen tot lid van de Académie française.